# Pcho-jang-chu
Pcho-jang-chu (čínsky pchin-jinem Poyang Hu, znaky 鄱阳湖) je jezero v Číně (Ťiang-si) v dolině řeky Jang-c’-ťiang, se kterou je spojené nevelkým průtokem. Má rozlohu okolo 2700 km².

## Vodní režim
Obvykle voda odtéká z jezera do Jang-c’-ťiangu. V době letních povodní (při vysokých stavech hladiny Jang-c’-ťiangu) je tomu naopak. V důsledku toho se rozměry jezera zvětšují prudkým sezónním kolísáním hladiny. V létě dosahuje hloubka až 20 m.

## Využití
Na jezeře je rozvinuté rybářství a vodní doprava.

## Zajímavosti
Jezero je známé jako čínský bermudský trojúhelník. Případy potopení lodí jsou velmi časté, například 3. srpna 1985 zmizelo 13 lodí s výtlakem vyšším než 2000 tun za jediný den. Tento jev nemá žádné vědecké vysvětlení, navíc na dně jezera nebyly nalezeny vraky lodí.